# Flughafen Hafar al-Batin

i7
i11
i13
Der Flughafen Hafar al-Batin (arabisch مطار حفر الباطن, DMG Maṭār Ḥafar al-Bāṭin, auch Flughafen al-Qaisuma, arabisch مطار القيصومة, DMG Maṭār al-Qaiṣūma, IATA-Code: AQI, ICAO-Code: OEPA) liegt in der Provinz asch-Scharqiyya im Nordosten Saudi-Arabiens, etwa 16 Kilometer südöstlich der Stadt Hafar al-Batin in der Nähe des Dorfes al-Qaisūma.
Der Flughafen liegt auf einer Höhe von 358 m und wurde im Jahr 1962 bzw. 1978 eröffnet. Von ihm werden nur inländische Flughäfen angesteuert, darunter der Flughafen Riad in der Hauptstadt und der Flughafen Dschidda.